# Tassilokalken

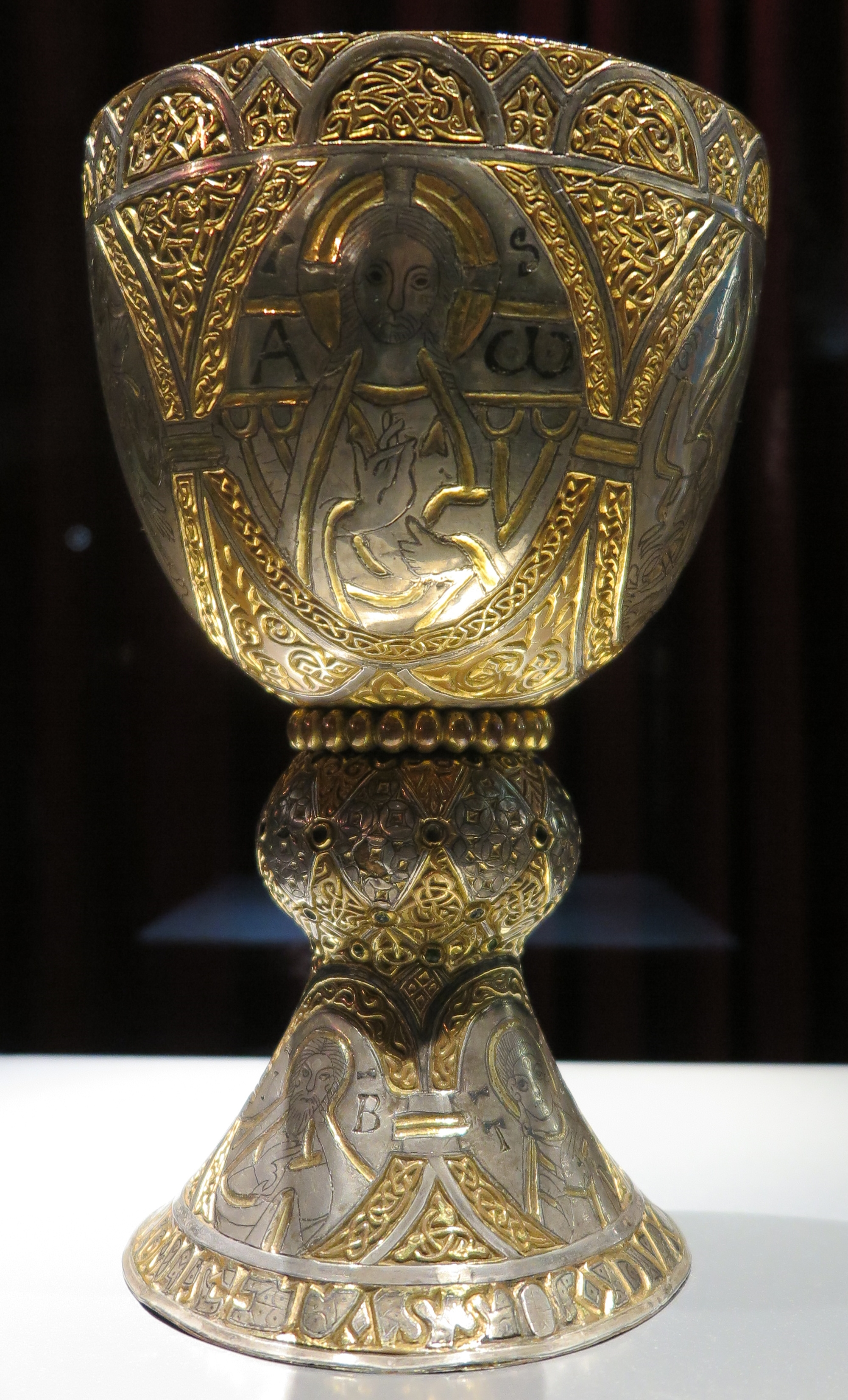
Tassilokalken.

Tassilokalken är en nattvardskalk, som av den bayerske hertigen Tassilo III skänktes till det av honom 778 grundlagda klostret Kremsmünster i Övre Österrike. 
Tassilokalken är märklig som ett av de äldsta proven på kristen tysk konst från den förromanska tiden. Den är omkring 25 centimeter hög och liknar till formen en stor remmare. Materialet är koppar, delvis belagd med silverplåtar med niello. Både på silvret och på kopparn förekommer rika förgyllningar. Utförandet är i övrigt tämligen enkelt. I fem ovala fält på skålen framställs bilder av Frälsaren och evangelisterna, i lika många fält på foten andra heliga män. I ornamenten förekommer valknutar och djurslingor, erinrande om den nordiska och iriska ornamentikens bilder. Kring fotkanten löper inskriften TASSILO DVX FORTIS LIVTPIRG VIRGA (sic!) REGALIS.